# Intel Q35
| Intel Q35        | Intel Q35                                        |
| ---------------- | ------------------------------------------------ |
|                  |                                                  |
| Поддержка ЦП     | Core 2 Duo Core 2 Quad Pentium Dual-Core Celeron |
| Поддержка сокета | LGA775                                           |
| Предшественник   | Q33                                              |
| Преемник         | Q43                                              |

Intel Q35 — чипсет Intel выпущенный осенью 2007 года. Является преемником чипсета Intel Q33. Кодовое наименование Bearlake.

## Краткое Описание
- поддержка процессоров семейства процессоров Core 2 Duo с частотой системной шины 800/1066 и 1333 МГц;
- поддержка двухканальной оперативной памяти DDR2-800/667/533. В отличие от P35 не поддерживает DDR3-800/1066. Таким образом максимальная пропускная способность шины 6.4GB/s. Максимально поддерживаемый объем оперативной памяти - 8Гб.
- графический интерфейс PCI Express x16;
- интегрированное графическое ядро с поддержкой Microsoft DirectX* 9, Shader Model 2.0 и OpenGL* 1.4; (но в отличие от G35 без поддержки технологии Clear Video Technology)
- поддержка интерфейса External SATA.
- поддержка технологии vPro.
- поддержка проброса PCI устройств в виртуальную машину VT-d.

## Поддерживаемые процессоры
- Intel Core 2 Quad Q6600, Q6700, Q8200, Q8300, Q8400, Q9300, Q9400, Q9500, Q9550, Q9600, Q9650
- Intel Core 2 Duo  E4300, E4400, E4500, E4600, E4700, E6300, E6400, E6500, E6600, E6550, E6650, E6750, E6850 E7200, E7300, E7400, E7500, E7600, E8300, E8400, E8500, E8600
- Intel Celeron  420, 430, 440, 450, Celeron Dual-Core E1200, E1300, E1400, E1500, E1600, E3200, E3300, E3400
- Intel Pentium  E2140, E2160, E2180, E2200, E2220, E5200, E5300, E5400, E5500, E5700, E5800, E6400, E6500 E6600, E6700, E6800